# Каланчак (река)
Каланчак (укр. Каланчак) — река, впадающая в Каланчакский лиман Чёрного моря, протекающая по Скадовскому и Каховскому районам (Херсонская область).

## География
Длина — 54,75 км. Площадь бассейна — 530,1 км². Река используется для хозяйственных и сельскохозяйственных нужд — разведения рыбы, орошения, рекреации.
Русло слабоизвилистое, шириной на отдельных участках 5-10 м, в верхнем течении пересыхает.
Река берёт начало в балке северо-восточнее пгт Чаплинка. Река течёт на юго-запад. Восточнее Каланчака река пересекает Северо-Крымский канал под его руслом в подземном коллекторе. Выше по течению возле села Червоный Яр также в подземном коллекторе пересекает другой канал. Впадает в Каланчакский лиман Чёрного моря юго-западнее пгт Каланчак.
Долина корытообразная, в районе пгт Каланчак склоны выпрямлены, шириной достигает 200 м по низу. Дно балки плоское, заболоченное, заросло тростником. Питание снежное и дождевое. Сток неравномерный: в засушливые годы длится на протяжении 1-2 месяцев (во время весеннего половодья или летне-осенних дождей).
Устье реки было отмежёвано дамбой для рыборазведения, а русло реки вследствие начало мелеть и заросло прибрежно-водной растительностью. В 2018 году русло реки было промыто водами Северо-Крымского канала. Вновь появилась в реке рыба (карп, судак, карась). Было расчищено и углублено русло длиной 5 км
Притоки: нет крупных

## Населённые пункты
Населённые пункты на реке (от истока к устью):
1. Чаплинка
2. Новоалександровка
3. Каланчак